# 服部加奈子
服部加奈子（4月19日—），日本女性前配音員。出身於愛知縣。A型血。

## 人物簡介
- 出道以來從屬的經紀公司為ARTSVISION。2010年8月1日，服部在她自己的部落格發表已經在春天退出配音界[2]。
- 為人熟悉的代表配音作品為遊戲《純愛手札3》的河合理佳、《初音島》系列的森川知子、《玩具戰爭（日语：ガチャフォース）》的黑川兔，動畫《BLEACH》的矢胴丸莉紗。

### 繼任
在服部引退後，配音員接任作品如下：
- 石塚沙賴－『BLEACH』：矢胴丸莉紗

## 演出作品
※粗體字表示說明飾演的主要角色。

### 電視動畫
- R.O.D -THE TV-（女子A）
- 朝霧的巫女（脇谷愛子）
- Weiß kreuz Glühen[注 1]
- GAD GUARD（友人）
- 神樣中學生（小麋鹿、女學生）
- 金色琴弦 ～primo passo～（新見晶、野崎理繪）
- 初音島（森川知子）
- 初音島 ～Second Season～（森川知子）
- 地球防衛家族（音樂會聽眾）
- 天使怪盜（幼小女子）
- 新·安琪莉可 Abyss -Second Age-（少女）
- 花右京女侍隊 La Verite（女僕C、客）
- BLEACH（矢胴丸莉紗〈初代〉）
- 蒲公英之戀（男學生）
- 婆婆偵探團（日语：やっとかめ探偵団）（市川秀美）
- 陸上防衛隊（委員長、學生C）

### OVA
- 小茜的狂熱追求者（日语：アカネマニアックス〜流れ星伝説剛田〜）（女學生A）
- 初音島 ～D.C.if～（森川知子）

### 遊戲
- 玩具戰爭（日语：ガチャフォース）（黑川兔）
- 帝國千戰記 PS2版（日语：帝国千戦記）（鶴考藍）
- 初音島 ～P.S.（森川知子）
- 初音島 ～D.C. Four Seasons（森川知子）
- 純愛手札3 ～在約會的地方～（河合理佳）

### 廣播劇CD
- 少年同盟 高中生篇1（女子園兒）
- V.B.R絲絨藍玫瑰（日语：V・B・ローズ）（學生[注 2]）

### 柏青哥遊戲
- 怒濤之劍（克麗奧佩脫拉）
- （艦長）

### 其它
- 幻想郷（八雲藍、八坂神奈子）

## 腳註

### 來源
1. 1 2  . 服部加奈子的個人部落格.   [2016-06-26] （日语）.[]
2. ↑  . 服部加奈子的個人部落格. 2010-08-01  [2016-06-26]. （原始内容存档于2016-03-04） （日语）.

## 外部連結
- （日語）－服部加奈子的個人部落格。
- 服部加奈子的X（前Twitter） （日語）